# Петросян Аделія Тигранівна
Аделія Тигранівна Петросян (5 червня 2007 , Москва ) — російська фігуристка, вірменка за національністю, що виступає в одиночному катанні. Власниця двох медалей юніорської серії гран-прі: золото етапу у Словенії 2021 року та бронзи етапу у Словаччині 2021 року. Срібна призерка першості Росії серед юніорів (2021). Зайняла 4-е місце на чемпіонаті Росії (2022).
Першою серед жінок виконала четверний ріттбергер.
Станом на 15 грудня 2021 року займає 77-е місце в рейтингу Міжнародного союзу ковзанярів.

## Спортивна кар'єра

### Сезон 2019—2020
У вересні зайняла п'яте місце на першому етапі кубка Росії. У жовтні посіла третє місце на другому етапі кубка Росії.
На початку лютого виступила на першості Росії з фігурного катання в Саранську, у короткій програмі займала п'яте місце з 68,20 балами, у довільній програмі сьоме місце зі 132,87 балами, за підсумком посіла шосте місце із сумою балів 201,07. 21 лютого у фіналі кубка Росії, який проходив у Великому Новгороді, зайняла третє місце із сумою балів 205,22. 25 лютого посіла друге місце на першості Москви із сумою балів 199,89.

### Сезон 2020—2021
У жовтні перемогла на третьому етапі кубка Росії серед юніорів, що проходив у Сочі.
На початку лютого виступила на першості Росії серед юніорів, що проходив у Красноярську, де завоювала срібну медаль із сумою балів 211,87, поступившись лише Софії Акатьєвій.
На початку березня виступила у фіналі кубка Росії, де посіла третє місце із сумою балів 204,22.

### Сезон 2021—2022
Цього сезону Аделія отримала можливість брати участь у міжнародних змаганнях серед юніорів (Гран-прі) та у національних серед дорослих (кубок Росії).
На початку вересня виступила на третьому етапі Гран-прі серед юніорів, що проходив у Кошиці (Словаччина), де в короткій програмі займала проміжне третє місце з 69,30 балами, у довільній програмі виконала четверний кожух з недокрутом і заробила 131,91 бала, в результаті стала бронзовою призеркою із сумарною оцінкою 201,21. Наприкінці вересня виступила на п'ятому етапі Гран-прі серед юніорів, що проходив у Любляні (Словенія), у короткій програмі посіла перше місце з 70,86 балами, у довільній програмі виконала четверний кожух з помилкою на виїзді — торканням руки льоду і отримала 139,71 бала, за підсумком посіла перше місце із сумарною оцінкою 210,57. У грудні мала виступити у фіналі Гран-прі, але змагання було скасовано.
У листопаді виступила на п'ятому етапі кубка Росії, що проходив у Пермі, де, поступившись Софії Муравйовій, посіла друге місце з сумою балів 213,26. На цьому змаганні вперше у світі було виконано унікальний для жіночого фігурного катання стрибок — четверний ріттбергер, і цей же стрибок було здійснено у каскаді. Говорячи про міжнародний статус цього досягнення, варто застерігати, що першість Росії з фігурного катання серед юніорів — національне змагання, яке організується Федерацією фігурного катання на ковзанах Росії. Досягнення, поставлені на таких змаганнях, мають статус національних і можуть бути ігноровані в інших країнах.
На Чемпіонаті Росії 2022 року в короткій програмі з 73,29 балами показала шостий результат. За сумою балів після довільної програми стала четвертою. У ході цього змагання було чисто виконано довільну програму, що включає два виконання четверних ріттбергерів.

## Програми
| Сезон     | Коротка програма        | Довільна програма | Показові номери |
| --------- | ----------------------- | --- | --------------- |
| 2021—2022 | - «A Evaristo Carriego» | - «No Time to Die» Біллі Айліш (з фільму «007: Не час помирати») Біллі Айліш (з фільму «007: Не час помирати») - «Paint It Black» Ciara |                 |

## Спортивні досягнення
| Змагання                               | 19/20                     | 20/21                     | 21/22                     |
| Національні індивідуальні              | Національні індивідуальні | Національні індивідуальні | Національні індивідуальні |
| -------------------------------------- | ------------------------- | ------------------------- | ------------------------- |
| Чемпіонат Росії                        |                           |                           | 3                         |
| Першість Росії серед юніорів           | 6                         | 2                         |                           |
| Першість Москви серед юніорів          | 2                         |                           |                           |
| Фінали Кубка Росії                     | 3юн.                      | 3юн.                      |                           |
| Етапи Кубка Росії. І етап              | 5юн.                      |                           |                           |
| Етапи Кубка Росії. ІІ етап             | 3юн.                      |                           |                           |
| Етапи Кубка Росії. III етап            |                           | 1юн.                      |                           |
| Етапи Кубка Росії. V етап              |                           | 4юн.                      | 2                         |
| Міжнародні серед юніорів               |                           |                           |                           |
| Фінали юніорського Гран-прі            |                           |                           | C                         |
| Етапи юніорського Гран-прі. Словаччина |                           |                           | 3                         |
| Етапи юніорського Гран-прі. Словенія   |                           |                           | 1                         |

### Докладні результати
Примітка. Кольором виділено медалі. На чемпіонатах ІСУ нагороджують малими медалями за коротку та довільну програму.
| Дата               | Змагання                               | КП            | ПП            | Сума          | Джерела       |
| Сезон 2021-22      | Сезон 2021-22                          | Сезон 2021-22 | Сезон 2021-22 | Сезон 2021-22 | Сезон 2021-22 |
| ------------------ | -------------------------------------- | ------------- | ------------- | ------------- | ------------- |
| 21-26 грудня 2021  | Чемпіонат Росії 2022                   | 6 73,29       | 3 160,68      | 4 233,97      | [ 27 ]        |
| 22-25 вересня 2021 | Етапи юніорського Гран-прі. Словенія   | 1 70,86       | 2 139,71      | 1 210,57      | [ 28 ]        |
| 1-4 вересня 2021   | Етапи юніорського Гран-прі. Словаччина | 3 69,30       | 3 131,91      | 3 201,21      | [ 29 ]        |